# Мори, Маки
Маки Мори (род. 19 августа 1970 г., Токио) — японская оперная певица-сопрано. Член Никикай.

## Биография
Родилась в Токио. С ранних лет обучалась игре на фортепиано, поступила на фортепианное отделение Музыкального колледжа Кунитачи. После окончания отделения вокальной музыкального факультета Токийского университета искусств, окончила аспирантуру по специальности соло. Получила премию Атака во время обучения.
После завершения обучения в Центре оперной подготовки Агентства по культуре, завоевала стипендию для молодых оперных певцов Мемориального культурного фонда Гото, когда Агентство по делам культуры направляло стажёров в сфере искусств в Милан, на обучение в Национальную консерваторию им. Верди. Позднее также окончила Высшую школу музыки и исполнительских искусств в Мюнхене.
Замужем за итальянским композитором с 2005 года. В сентябре 2008 года родила старшего сына.

## Премии и награды
Лауреат 26-го итальянского вокального концерта и Gran Premio di Milano. Лауреат конкурса Моцарта.
В 1996 г. завоевала 2-е место на 65-м Японском музыкальном конкурсе, а также получила премию Киносита, присуждаемую лучшему исполнителю японских песен.
В 1998 г. стала лауреатом Международного конкурса в Камайоре в категориях оперы и песни. Второе место в конкурсе «Дебют в Меране» (в Театре Пуччини). Лауреат премии Bärenreiter Award, присуждаемой лучшему исполнителю немецких песен.
Первой из японских певцов выступила в Вашингтонской национальной опере. Лауреат Вашингтонской премии.
Лауреат музыкальной премии Идемицу в 2000 году. В том же году завоевала 2-ю премию Международного конкурса вокалистов Orfeo 2000 и специальный приз за исполнение Баха в Ганновере, Германия.
2001 год — обладатель музыкальной премии Hotel Okura Music Award.

## Карьера исполнителя
В декабре 1998 года исполнила роль служанки Блонды в «Похищении из сераля» в Вашингтонской национальной опере.
Исполняла партии в операх «Риголетто», «Парсифаль», «Сказки Гофмана», «Летучая мышь» и «Вертер» в Вашингтоне и Лос-Анджелесе с Пласидо Доминго, Еленой Образцовой, Фредерикой фон Штаде, Роберто Аланья, Кентом Нагано, Бренделем и другими.
Выступала с такими известными дирижёрами, как Сейдзи Одзава, Чон Мён Хун, Владимир Ашкенази, Бертини и Фабио Луиджи, а также с зарубежными оркестрами, такими как Венский филармонический, Мюнхенский филармонический и Gewandhaus Orchestra.
В 2002 г. участвовала в концерте в Иокогаме в котором партии также исполняли три известных тенора (Лучано Паваротти, Хосе Каррерас и Пласидо Доминго).
В 2004 г. исполнила национальный гимн на церемонии Олимпийских игр в Афинах и предсезонной игре MLB (Tokyo Dome).
В 2005 г. выступала в опере « Богема» вместе с Саббатини и Луизотти в Suntory Hall.
В 2006 г. выступала с Венским фестивальным оркестром Штрауса в Концертхаусе в Вене.
В 2007 г. дебютировала в Дрезденском оперном театре (опера Земпера) в партии Софи в опере «Кавалер розы». Опера была позднее также воспроизведена в оперном театре Японии.
В 2010 г. выступила в Королевском оперном театре Турина (театр Реджо) в партии Мюзетты в опере «Богема».

## Появление на телевидении
- «Концерт NHK Kayo» (17 мая 2011 г., NHK General TV)